# Woman at War
Pour plus de détails, voir Fiche technique et Distribution.
Woman at War (Kona fer í stríð) est un thriller islando-franco-ukrainien, réalisé par Benedikt Erlingsson, sorti en 2018.

## Synopsis
Une femme, cheffe de chœur autour de la cinquantaine, mène un combat solitaire contre la multinationale de l'aluminium Rio Tinto qui tente d'étendre son implantation en Islande. Mais alors qu'elle prépare de nouveaux sabotages de lignes à haute tension, elle apprend qu'une demande d'adoption déposée depuis longtemps a abouti et qu'elle va devenir mère d'une jeune orpheline ukrainienne.

## Fiche technique
Sauf indication contraire, les informations mentionnées dans cette section peuvent être confirmées par la base de données cinématographiques IMDb,  présente dans la section « Liens externes ».
- Titre original : Kona fer í stríð
- Titre : Woman at War
- Titre québécois : Une femme en guerre[1]
- Réalisation : Benedikt Erlingsson
- Scénario : Benedikt Erlingsson, Ólafur Egilsson
- Costumes : Sylvia Dögg Halldórsdóttir, Maria Kero
- Son : François de Morant
- Photographie : Bergsteinn Björgúlfsson
- Montage : David Alexander Corno
- Musique : Davíð Þór Jónsson
- Production : Marianne Slot, Benedikt Erlingsson, Carine Leblanc
- Sociétés de production : Slot Machine, Gulldrengurinn, Vintage Pictures
- Sociétés de distribution : Sena, Jour2fête
- Budget de production : 2 500 000 €
- Pays d'origine :  Islande,  France,  Ukraine
- Langues : Islandais, anglais, espagnol, ukrainien, Français
- Format : couleur - 2,35:1 - DTS / Dolby Digital - 35 mm
- Genre : thriller
- Durée : 101 minutes (1 h 41)
- Dates de sorties en salles :
  - France : 12 mai 2018 (Festival de Cannes)
  - Islande : 22 mai 2018, 4 juillet 2018 (sortie nationale)
  - Suisse romande : 10 juillet 2018 (Festival international du film fantastique de Neuchâtel 2018)

## Distribution
- Halldóra Geirharðsdóttir : Halla / Ása
- Jóhann Sigurðarson : Sveinbjörn
- Juan Camillo Roman Estrada : Juan Camillo
- Jörundur Ragnarsson : Baldvin
- Björn Thors : le Premier ministre
- Jón Gnarr : le Président de la République islandaise
- Jón Jóhansson : le fermier
- Hjörleifur Hjartarsson : un conseiller du Premier ministre
- Olena Lavrenayuk : la responsable de l'orphelinat
- Iryna Danyleiko : chanteuse ukrainienne
- Antoine Huré : un touriste

## Autour du film

### Anecdotes
- Le tournage du film a eu lieu du 11 juillet au 1er septembre 2017 en Islande et en Ukraine.
- À plusieurs reprises, les musiciens jouant la bande-son sont visibles dans les scènes du film.

### Critiques
En regard du box-office, Woman at War a reçu des critiques positives. Il obtient un record de 83 % sur Rotten Tomatoes, sur la base de 12 critiques collectées. Il est évalué à une moyenne de 3,8/5 pour 20 critiques de presse sur Allociné.

« Merveilleux conteur, Benedikt Erlingsson met en scène une saga foisonnante dans les Hautes terres d’Islande. »

— Véronique Cauhapé, Le Monde, 3 juillet 2018.

« Une croisade pleine d’humour contre ceux qui s’évertuent à détruire la planète »

— Dominique Widemann, L'Humanité, 4 juillet 2018.

« Derrière un titre peu engageant, ce portrait d’une Islandaise déterminée, partie en guerre avec un arc et des flèches pour sauver l’environnement, est un petit miracle d’humour et de charme. Une bonne façon de partir en vacances avant l’heure, et l’assurance de sortir de la salle de très bonne humeur. »

— Annie Coppermann, Les Échos, 3 juillet 2018.

« Woman at War nous emmène dans les paysages magnifiques de l'Islande (...). Film d'action, thriller écologique, comédie, ce film féministe ne rentre dans aucune case. Et cela le rend encore plus passionnant. Un film de super-héroïne comme on les aime, exempt d'explosions mais vivant, poétique et inspirant »

— Marguerite Nebelsztein, Terrafemina, 4 juillet 2018.

## Distinctions

### Prix
- Festival de Cannes 2018 : 
  - Prix SACD du Festival de Cannes, section Semaine de la critique
  - Prix du Rail d'or
- Grand Prix Hydro-Québec 2018, Festival du cinéma international en Abitibi-Témiscamingue
- Festival du nouveau cinéma de Montréal 2018 : Prix d'interprétation pour Halldóra Geirharðsdóttir[7]
- Prix LUX 2018